# هویت اجتماعی
هویت اجتماعی (انگلیسی: Identity) در روان‌شناسی، ویژگی‌ها، باورها، شخصیت‌ها، مدل‌های ذهنی یا باورهای شخصی افراد نسبت به خود، یا در یک گروه اجتماعی را تشکیل می‌دهند. روند هویت اجتماعی می‌تواند خلاقانه یا مخرب باشد. عوامل اثرگذار بر شکل‌گیری هویت اجتماعی انسان‌ها شامل عوامل جغرافیایی، سیاسی و تاریخی، اقتصادی، عوامل فرهنگی و مؤلفه‌های تربیتی می‌باشند. هویت اجتماعی افراد اغلب از طریق مدل تولید و تغییر دائمی الگوی ارزش‌ها، نمادها، تاریخ، اسطوره‌ها و سنت‌هایی که میراث متمایز جوامع مختلف را تشکیل می‌دهند، شکل می‌گیرد. هویت اجتماعی مفهومی است که می‌خواهد تعارضات موجود در هویت‌های گروهی را به نوعی کاهش داده و آن‌ها را تحت یک هویت اجتماعی، همگرا سازد و انگیزه همکاری، همدلی و همزیستی را میان افراد جامعه فراهم نماید. اریک اریکسون نخستین فردی بود که هویت اجتماعی افراد را از دیدگاه روان‌شناسی مورد مطالعه قرار داد.